# The Girl (film, 2000)
Pour les articles homonymes, voir Girl.
Pour plus de détails, voir Fiche technique et Distribution.
The Girl est un film franco-américain réalisé par Sande Zeig, d'après une nouvelle de Monique Wittig, et sorti en 2000.

## Synopsis
Le film est narré par Agathe de La Boulaye qui est « l'artiste ». Elle est obsédée par une chanteuse de cabaret (Claire Keim) qu'elle appelle « la fille ». Une nuit, la fille prend l'artiste à l'hôtel où elle vit et elles font l'amour.

## Fiche technique
- Titre : The Girl
- Réalisation : Sande Zeig
- Scénario : Monique Wittig
- Musique : Richard Robbins
- Pays de production :  États-Unis- France
- Langue : anglais, français
- Durée : 84 minutes
- Date de sortie : 
  - Canada : 9 septembre 2000

## Distribution
- Claire Keim : la fille
- Agathe de La Boulaye : l'artiste / la narratrice
- Cyril Lecomte : l'homme
- Sandra Nkaké : Bu Savè
- Ronald Guttman
- Cyrille Hertel
- Pascal Cervo : le réceptionniste de l'hôtel
- Franck Prévost